# Stanley-Cup-Playoffs 1979
Die Playoffs um den Stanley Cup des Jahres 1979 begannen am 10. April 1979 und endeten am 21. Mai 1979 mit dem 4:1-Erfolg der Canadiens de Montréal über die New York Rangers. Die Canadiens errangen somit ihren vierten Stanley Cup in Folge sowie den insgesamt 22. ihrer Franchise-Geschichte. Zudem stellten sie in Bob Gainey den mit der Conn Smythe Trophy ausgezeichneten Most Valuable Player dieser post-season, während ihre Angreifer Guy Lafleur und Jacques Lemaire die Scorerliste der Playoffs anführten. Die unterlegenen Rangers hingegen bestritten ihr insgesamt neuntes Stanley-Cup-Finale, zuletzt verloren sie 1972 gegen die Boston Bruins. Ferner war das Endspiel 1979 bis zum Jahr 2013 das vorerst letzte, in dem zwei Teams der Original Six aufeinander trafen.

## Modus
Die zwölf für die Playoffs qualifizierten Teams wurden entsprechend ihrer Leistung in der regulären Saison (meiste Punkte; bei Gleichstand meiste Siege) auf der Setzliste platziert. Dabei waren allerdings die vier Divisionssieger per Freilos für das Viertelfinale gesetzt, während die übrigen acht Teilnehmer eine Vorrunde ausspielten. In allen Runden wurden die Paarungen durch die Setzliste bestimmt, so traf jeweils die am höchsten gesetzte auf die am niedrigsten gesetzte Mannschaft, die Nummer zwei auf das vorletzte Team usw.
Die Serien der Vorrunde wurden im Best-of-Three-, die Serien aller folgenden Runden im Best-of-Seven-Modus ausgespielt, das heißt, dass ein Team ab dem Viertelfinale vier Siege zum Weiterkommen benötigte; in der ersten Runde nur zwei. Das höher gesetzte Team hatte dabei – ab der zweiten Runde – in den ersten beiden Spielen Heimrecht, die nächsten beiden das gegnerische Team. Sollte bis dahin kein Sieger aus der Runde hervorgegangen sein, wechselte das Heimrecht von Spiel zu Spiel. So hatte die höher gesetzte Mannschaft in den Spielen 1, 2, 5 und 7, also vier der maximal sieben Spiele, einen Heimvorteil. In der Vorrunde wechselte das Heimrecht dagegen von Spiel zu Spiel.
Bei Spielen, die nach der regulären Spielzeit von 60 Minuten unentschieden blieben, folgte die Overtime. Sie endete durch das erste erzielte Tor (Sudden Death).

## Qualifizierte Teams
| - (1) New York Islanders D - (2) Canadiens de Montréal D - (3) Boston Bruins D - (4) Philadelphia Flyers - (5) New York Rangers - (6) Atlanta Flames | - (7) Buffalo Sabres - (8) Pittsburgh Penguins - (9) Toronto Maple Leafs - (10) Los Angeles Kings - (11) Chicago Black Hawks D - (12) Vancouver Canucks |

Legende:

## Playoff-Baum
|  | Vorrunde                                                              | Vorrunde              | Vorrunde         |    | Viertelfinale         | Viertelfinale | Viertelfinale |  | Halbfinale | Halbfinale | Halbfinale |  |  | Stanley-Cup-Finale | Stanley-Cup-Finale | Stanley-Cup-Finale |
|  |                                                                       |                       |                  |    |                       |               |               |  |            |            |            |  |  |                    |                    |                    |
|  | 1                                                                     | New York Islanders    |                  |    |                       |               |               |  |            |            |            |  |  |                    |                    |                    |
|  |                                                                       | Freilos               |                  |    |                       |               |               |  |            |            |            |  |  |                    |                    |                    |
|  | 1                                                                     | New York Islanders    | 4                |    |                       |               |               |  |            |            |            |  |  |                    |                    |                    |
|  | 1                                                                     | New York Islanders    | 4                |    |                       |               |               |  |            |            |            |  |  |                    |                    |                    |
|  | 11                                                                    | Chicago Black Hawks   | 0                |    |                       |               |               |  |            |            |            |  |  |                    |                    |                    |
|  | 11                                                                    | Chicago Black Hawks   | 0                | 2  | Canadiens de Montréal |               |               |  |            |            |            |  |  |                    |                    |                    |
|  |                                                                       |                       |                  | 2  | Canadiens de Montréal |               |               |  |            |            |            |  |  |                    |                    |                    |
|  |                                                                       | Freilos               |                  |    |                       |               |               |  |            |            |            |  |  |                    |                    |                    |
|  | 1                                                                     | New York Islanders    | 2                |    |                       |               |               |  |            |            |            |  |  |                    |                    |                    |
|  | 1                                                                     | New York Islanders    | 2                |    |                       |               |               |  |            |            |            |  |  |                    |                    |                    |
|  | 5                                                                     | New York Rangers      | 4                |    |                       |               |               |  |            |            |            |  |  |                    |                    |                    |
|  | 5                                                                     | New York Rangers      | 4                | 3  | Boston Bruins         |               |               |  |            |            |            |  |  |                    |                    |                    |
|  |                                                                       |                       |                  | 3  | Boston Bruins         |               |               |  |            |            |            |  |  |                    |                    |                    |
|  |                                                                       | Freilos               |                  |    |                       |               |               |  |            |            |            |  |  |                    |                    |                    |
|  | 2                                                                     | Canadiens de Montréal | 4                |    |                       |               |               |  |            |            |            |  |  |                    |                    |                    |
|  | 2                                                                     | Canadiens de Montréal | 4                |    |                       |               |               |  |            |            |            |  |  |                    |                    |                    |
|  | 9                                                                     | Toronto Maple Leafs   | 0                |    |                       |               |               |  |            |            |            |  |  |                    |                    |                    |
|  | 9                                                                     | Toronto Maple Leafs   | 0                | 4  | Philadelphia Flyers   | 2             |               |  |            |            |            |  |  |                    |                    |                    |
|  |                                                                       |                       |                  | 4  | Philadelphia Flyers   | 2             |               |  |            |            |            |  |  |                    |                    |                    |
|  | 12                                                                    | Vancouver Canucks     | 1                |    |                       |               |               |  |            |            |            |  |  |                    |                    |                    |
|  | 12                                                                    | Vancouver Canucks     | 1                | 2  | Canadiens de Montréal | 4             |               |  |            |            |            |  |  |                    |                    |                    |
|  | (Die Teams wurden nach der ersten und der zweiten Runde neu gesetzt.) |                       |                  | 2  | Canadiens de Montréal | 4             |               |  |            |            |            |  |  |                    |                    |                    |
|  |                                                                       | 5                     | New York Rangers | 1  |                       |               |               |  |            |            |            |  |  |                    |                    |                    |
|  | 5                                                                     | 5                     | New York Rangers | 1  | New York Rangers      | 2             |               |  |            |            |            |  |  |                    |                    |                    |
|  | 5                                                                     |                       |                  |    | New York Rangers      | 2             |               |  |            |            |            |  |  |                    |                    |                    |
|  | 10                                                                    | Los Angeles Kings     | 0                |    |                       |               |               |  |            |            |            |  |  |                    |                    |                    |
|  | 10                                                                    | Los Angeles Kings     | 0                | 3  | Boston Bruins         | 4             |               |  |            |            |            |  |  |                    |                    |                    |
|  |                                                                       |                       |                  | 3  | Boston Bruins         | 4             |               |  |            |            |            |  |  |                    |                    |                    |
|  | 8                                                                     | Pittsburgh Penguins   | 0                |    |                       |               |               |  |            |            |            |  |  |                    |                    |                    |
|  | 8                                                                     | Pittsburgh Penguins   | 0                | 6  | Atlanta Flames        | 0             |               |  |            |            |            |  |  |                    |                    |                    |
|  |                                                                       |                       |                  | 6  | Atlanta Flames        | 0             |               |  |            |            |            |  |  |                    |                    |                    |
|  | 9                                                                     | Toronto Maple Leafs   | 2                |    |                       |               |               |  |            |            |            |  |  |                    |                    |                    |
|  | 9                                                                     | Toronto Maple Leafs   | 2                | 2  | Canadiens de Montréal | 4             |               |  |            |            |            |  |  |                    |                    |                    |
|  |                                                                       |                       |                  |    |                       |               |               |  |            |            |            |  |  |                    |                    |                    |
|  | 3                                                                     | Boston Bruins         | 3                |    |                       |               |               |  |            |            |            |  |  |                    |                    |                    |
|  | 3                                                                     | Boston Bruins         | 3                | 7  | Buffalo Sabres        | 1             |               |  |            |            |            |  |  |                    |                    |                    |
|  |                                                                       |                       |                  | 7  | Buffalo Sabres        | 1             |               |  |            |            |            |  |  |                    |                    |                    |
|  | 8                                                                     | Pittsburgh Penguins   | 2                |    |                       |               |               |  |            |            |            |  |  |                    |                    |                    |
|  | 8                                                                     | Pittsburgh Penguins   | 2                | 4  | Philadelphia Flyers   | 1             |               |  |            |            |            |  |  |                    |                    |                    |
|  |                                                                       |                       |                  | 4  | Philadelphia Flyers   | 1             |               |  |            |            |            |  |  |                    |                    |                    |
|  | 5                                                                     | New York Rangers      | 4                |    |                       |               |               |  |            |            |            |  |  |                    |                    |                    |
|  | 5                                                                     | New York Rangers      | 4                | 11 | Chicago Black Hawks   |               |               |  |            |            |            |  |  |                    |                    |                    |
|  |                                                                       |                       |                  | 11 | Chicago Black Hawks   |               |               |  |            |            |            |  |  |                    |                    |                    |
|  |                                                                       | Freilos               |                  |    |                       |               |               |  |            |            |            |  |  |                    |                    |                    |

## Vorrunde

### (4) Philadelphia Flyers – (12) Vancouver Canucks
| 10. April 1979 | Philadelphia Flyers Bobby Clarke (46:30) Reggie Leach (59:35) | 2:3 (0:0, 0:1, 2:2) Spielbericht Stand: 0:1 | Vancouver Canucks Thomas Gradin (21:35) Stan Smyl (40:09) Don Lever (50:38) | The Spectrum, Philadelphia, Pennsylvania Zuschauer: 17.077 |

| 12. April 1979 | Vancouver Canucks Don Lever (14:10) Dennis Kearns (16:11) Thomas Gradin (21:48) Thomas Gradin (56:40) | 4:6 (2:2, 1:1, 1:3) Spielbericht Stand: 1:1 | Philadelphia Flyers Tom Gorence (1:47) Reggie Leach (18:39) Tom Gorence (21:12) Ken Linseman (53:36) Reggie Leach (59:06) Bill Barber (59:57) | Pacific Coliseum, Vancouver, British Columbia Zuschauer: 14.293 |

| 14. April 1979 | Philadelphia Flyers Bobby Clarke (4:13) Al Hill (7:20) Reggie Leach (20:34) Tom Gorence (28:53) Blake Dunlop (30:27) Bill Barber (43:05) Paul Holmgren (52:58) | 7:2 (2:1, 3:0, 2:1) Spielbericht Stand: 2:1 | Vancouver Canucks Thomas Gradin (17:34) Don Kozak (55:11) | The Spectrum, Philadelphia, Pennsylvania Zuschauer: 17.077 |

### (5) New York Rangers – (10) Los Angeles Kings
| 10. April 1979 | New York Rangers Lucien DeBlois (6:15) Mike McEwen (14:16) Steve Vickers (26:15) Dave Maloney (29:08) Ron Greschner (33:38) Walt Tkaczuk (35:49) Dave Maloney (53:02) | 7:1 (2:1, 4:0, 1:0) Spielbericht Stand: 1:0 | Los Angeles Kings Charlie Simmer (9:17) | Madison Square Garden, New York City, New York Zuschauer: 17.372 |

| 12. April 1979 | Los Angeles Kings Syl Apps (12:29) | 1:2 n. V. (1:0, 0:0, 0:1, 0:1) Spielbericht Stand: 0:2 | New York Rangers Phil Esposito (41:11) Phil Esposito (66:11) | The Forum, Inglewood, Kalifornien Zuschauer: 12.029 |

### (6) Atlanta Flames – (9) Toronto Maple Leafs
| 10. April 1979 | Atlanta Flames Jean Pronovost (36:37) | 1:2 (0:0, 1:2, 0:0) Spielbericht Stand: 0:1 | Toronto Maple Leafs Walt McKechnie (26:26) Walt McKechnie (29:14) | Omni Coliseum, Atlanta, Georgia Zuschauer: 14.757 |

| 12. April 1979 | Toronto Maple Leafs Darryl Sittler (4:04) Darryl Sittler (4:16) Ron Ellis (4:27) Pat Boutette (23:09) Dan Maloney (28:38) Walt McKechnie (35:42) Pat Boutette (37:32) | 7:4 (3:1, 4:1, 0:2) Spielbericht Stand: 2:0 | Atlanta Flames Jean Pronovost (10:52) Guy Chouinard (31:41) Bobby Lalonde (43:57) Willi Plett (50:02) | Maple Leaf Gardens, Toronto, Ontario Zuschauer: 16.485 |

### (7) Buffalo Sabres – (8) Pittsburgh Penguins
| 10. April 1979 | Buffalo Sabres Mike Boland (10:49) René Robert (32:48) Don Luce (57:26) | 3:4 (1:1, 1:0, 1:3) Spielbericht Stand: 0:1 | Pittsburgh Penguins Rod Schutt (11:32) Blair Chapman (45:21) Gary McAdam (53:54) Orest Kindrachuk (55:46) | Buffalo Memorial Auditorium, Buffalo, New York Zuschauer: 16.433 |

| 12. April 1979 | Pittsburgh Penguins Colin Campbell (37:19) | 1:3 (0:1, 1:1, 0:1) Spielbericht Stand: 1:1 | Buffalo Sabres Rick Dudley (19:22) Jacques Richard (22:59) Gary McAdam (53:54) René Robert (59:11) | Civic Arena, Pittsburgh, Pennsylvania Zuschauer: 16.033 |

| 14. April 1979 | Buffalo Sabres Gilbert Perreault (12:59) Craig Ramsay (16:35) Jerry Korab (37:38) | 3:4 n. V. (1:1, 1:0, 1:3) Spielbericht Stand: 1:2 | Pittsburgh Penguins Jim Hamilton (13:04) Jim Hamilton (31:47) George Ferguson (44:17) George Ferguson (60:47) | Buffalo Memorial Auditorium, Buffalo, New York Zuschauer: 16.433 |

## Viertelfinale

### (1) New York Islanders – (11) Chicago Black Hawks
| 16. April 1979 | New York Islanders Wayne Merrick (2:29) Mike Bossy (18:41) Bryan Trottier (22:27) Mike Bossy (34:25) Denis Potvin (43:49) Mike Bossy (55:27) | 6:2 (2:1, 2:1, 2:0) Spielbericht Stand: 1:0 | Chicago Black Hawks Reg Kerr (7:36) Bob Murray (26:46) | Nassau Veterans Memorial Coliseum, Uniondale, New York Zuschauer: 14.995 |

| 18. April 1979 | New York Islanders Mike Bossy (62:31) | 1:0 n. V. (0:0, 0:0, 0:0, 1:0) Spielbericht Stand: 2:0 | Chicago Black Hawks | Nassau Veterans Memorial Coliseum, Uniondale, New York Zuschauer: 14.995 |

| 20. April 1979 | Chicago Black Hawks | 0:4 (0:1, 0:1, 0:2) Spielbericht Stand: 0:3 | New York Islanders Billy Harris (18:08) Lorne Henning (37:47) Clark Gillies (43:00) Denis Potvin (51:45) | Chicago Stadium, Chicago, Illinois Zuschauer: 12.614 |

| 22. April 1979 | Chicago Black Hawks Mike Walton (27:05) | 1:3 (0:1, 1:1, 0:1) Spielbericht Stand: 0:4 | New York Islanders Denis Potvin (15:09) Ed Westfall (21:24) Mike Bossy (28:02) | Chicago Stadium, Chicago, Illinois Zuschauer: 10.871 |

### (2) Canadiens de Montréal – (9) Toronto Maple Leafs
| 16. April 1979 | Canadiens de Montréal Steve Shutt (24:33) Guy Lafleur (33:05) Jacques Lemaire (44:23) Jacques Lemaire (47:15) Yvon Lambert (49:59) | 5:2 (0:1, 2:1, 3:0) Spielbericht Stand: 1:0 | Toronto Maple Leafs Lanny McDonald (9:36) Dan Maloney (23:23) | Forum de Montréal, Montréal, Québec Zuschauer: 15.946 |

| 18. April 1979 | Canadiens de Montréal Bob Gainey (2:50) Guy Lafleur (9:33) Jacques Lemaire (27:01) Bob Gainey (53:19) Steve Shutt (54:36) | 5:1 (2:0, 1:0, 2:1) Spielbericht Stand: 2:0 | Toronto Maple Leafs Lanny McDonald (59:43) | Forum de Montréal, Montréal, Québec Zuschauer: 16.665 |

| 21. April 1979 | Toronto Maple Leafs Darryl Sittler (5:06) Lanny McDonald (8:14) Darryl Sittler (57:40) | 3:4 n. V. (2:1, 0:2, 1:0, 0:0, 0:1) Spielbericht Stand: 0:3 | Canadiens de Montréal Mark Napier (2:48) Larry Robinson (24:35) Jacques Lemaire (26:12) Cam Connor (85:25) | Maple Leaf Gardens, Toronto, Ontario Zuschauer: 16.485 |

| 22. April 1979 | Toronto Maple Leafs Rocky Saganiuk (34:46) Darryl Sittler (36:06) Walt McKechnie (53:29) Dan Maloney (53:58) | 4:5 n. V. (0:2, 2:2, 2:0, 0:1) Spielbericht Stand: 0:4 | Canadiens de Montréal Yvon Lambert (6:55) Larry Robinson (7:57) Pierre Mondou (28:06) Pat Hughes (30:31) Larry Robinson (64:14) | Maple Leaf Gardens, Toronto, Ontario Zuschauer: 16.485 |

### (3) Boston Bruins – (8) Pittsburgh Penguins
| 16. April 1979 | Boston Bruins Peter McNab (2:29) Don Marcotte (5:21) Mike Milbury (15:58) Don Marcotte (24:21) Bobby Schmautz (36:02) Dick Redmond (37:27) | 6:2 (3:0, 3:1, 0:1) Spielbericht Stand: 1:0 | Pittsburgh Penguins Orest Kindrachuk (26:07) Gregg Sheppard (52:14) | Boston Garden, Boston, Massachusetts Zuschauer: 12.001 |

| 18. April 1979 | Boston Bruins Jean Ratelle (15:10) Dwight Foster (16:16) Peter McNab (34:15) Bob Miller (50:10) | 3:2 (2:1, 1:1, 1:1) Spielbericht Stand: 2:0 | Pittsburgh Penguins Jim Hamilton (14:11) Orest Kindrachuk (34:52) Orest Kindrachuk (59:54) | Boston Garden, Boston, Massachusetts Zuschauer: 12.146 |

| 21. April 1979 | Pittsburgh Penguins Gary McAdam (3:10) | 1:2 (1:1, 0:0, 0:1) Spielbericht Stand: 0:3 | Boston Bruins Peter McNab (18:43) Rick Middleton (45:03) | Civic Arena, Pittsburgh, Pennsylvania Zuschauer: 13.636 |

| 22. April 1979 | Pittsburgh Penguins Rod Schutt (15:20) | 1:4 (1:2, 0:0, 0:2) Spielbericht Stand: 0:4 | Boston Bruins Bobby Schmautz (16:53) Jean Ratelle (18:46) Jean Ratelle (48:50) Don Marcotte (59:19) | Civic Arena, Pittsburgh, Pennsylvania Zuschauer: 15.033 |

### (4) Philadelphia Flyers – (5) New York Rangers
| 16. April 1979 | Philadelphia Flyers Bob Kelly (16:52) Bill Barber (55:02) Ken Linseman (60:44) | 3:2 n. V. (1:2, 0:0, 1:0, 1:0) Spielbericht Stand: 1:0 | New York Rangers Don Maloney (4:32) Phil Esposito (9:10) | The Spectrum, Philadelphia, Pennsylvania Zuschauer: 17.077 |

| 18. April 1979 | Philadelphia Flyers Frank Bathe (7:45) | 1:7 (1:2, 0:3, 0:2) Spielbericht Stand: 1:1 | New York Rangers Steve Vickers (2:21) Ron Greschner (18:22) Don Maloney (22:32) Ron Greschner (26:19) Ed Johnstone (30:41) Don Murdoch (49:44) Mike McEwen (57:18) | The Spectrum, Philadelphia, Pennsylvania Zuschauer: 17.077 |

| 20. April 1979 | New York Rangers Don Maloney (22:15) Don Maloney (22:41) Anders Hedberg (25:39) Ron Duguay (54:17) Don Murdoch (59:48) | 5:1 (0:1, 3:0, 2:0) Spielbericht Stand: 2:1 | Philadelphia Flyers Mel Bridgman (1:38) | Madison Square Garden, New York City, New York Zuschauer: 17.308 |

| 22. April 1979 | New York Rangers Don Murdoch (3:43) Ed Johnstone (6:33) Phil Esposito (22:00) Bobby Sheehan (25:15) Don Murdoch (46:58) Ed Johnstone (51:39) | 6:0 (2:0, 2:0, 2:0) Spielbericht Stand: 3:1 | Philadelphia Flyers | Madison Square Garden, New York City, New York Zuschauer: 17.380 |

| 24. April 1979 | Philadelphia Flyers Reggie Leach (50:37) Bob Dailey (52:21) Behn Wilson (55:27) | 3:8 (0:2, 0:0, 3:5) Spielbericht Stand: 1:4 | New York Rangers Ron Greschner (9:55) Walt Tkaczuk (13:26) Walt Tkaczuk (42:03) Steve Vickers (44:13) Ron Duguay (48:19) Carol Vadnais (56:50) Ed Johnstone (57:24) Anders Hedberg (59:26) | The Spectrum, Philadelphia, Pennsylvania Zuschauer: 17.077 |

## Halbfinale

### (1) New York Islanders – (5) New York Rangers
| 26. April 1979 | New York Islanders Bryan Trottier (10:41) | 1:4 (1:2, 0:2, 0:0) Spielbericht Stand: 0:1 | New York Rangers Don Murdoch (15:01) Ed Johnstone (17:57) Ron Duguay (29:43) Bobby Sheehan (36:34) | Nassau Veterans Memorial Coliseum, Uniondale, New York Zuschauer: 14.995 |

| 28. April 1979 | New York Islanders Wayne Merrick (21:37) Bob Lorimer (45:13) Bob Nystrom (49:35) Denis Potvin (68:02) | 4:3 n. V. (0:1, 1:1, 2:1, 1:0) Spielbericht Stand: 1:1 | New York Rangers Walt Tkaczuk (3:12) Bobby Sheehan (28:32) Phil Esposito (55:48) | Nassau Veterans Memorial Coliseum, Uniondale, New York Zuschauer: 14.995 |

| 1. Mai 1979 | New York Rangers Bobby Sheehan (23:14) Phil Esposito (36:23) Steve Vickers (53:55) | 3:1 (0:0, 2:1, 1:0) Spielbericht Stand: 2:1 | New York Islanders Bob Bourne (34:04) | Madison Square Garden, New York City, New York Zuschauer: 17.375 |

| 3. Mai 1979 | New York Rangers Don Maloney (21:18) Don Maloney (46:50) | 2:3 n. V. (0:0, 1:1, 1:1, 0:1) Spielbericht Stand: 2:2 | New York Islanders John Tonelli (21:53) Billy Harris (42:56) Bob Nystrom (63:40) | Madison Square Garden, New York City, New York Zuschauer: 17.375 |

| 5. Mai 1979 | New York Islanders Lorne Henning (17:48) Mike Kaszycki (44:20) Bob Nystrom (49:33) | 3:4 (1:1, 0:1, 2:2) Spielbericht Stand: 2:3 | New York Rangers Don Maloney (15:29) Lucien DeBlois (27:29) Ron Greschner (49:04) Anders Hedberg (57:47) | Nassau Veterans Memorial Coliseum, Uniondale, New York Zuschauer: 14.995 |

| 8. Mai 1979 | New York Rangers Don Murdoch (25:03) Ron Greschner (28:45) | 2:1 (0:1, 2:0, 0:0) Spielbericht Stand: 4:2 | New York Islanders Mike Bossy (8:56) | Madison Square Garden, New York City, New York Zuschauer: 17.372 |

### (2) Canadiens de Montréal – (3) Boston Bruins
| 26. April 1979 | Canadiens de Montréal Jacques Lemaire (13:52) Guy Lafleur (43:44) Pierre Larouche (52:17) Doug Jarvis (59:33) | 4:2 (1:0, 0:2, 3:0) Spielbericht Stand: 1:0 | Boston Bruins Jean Ratelle (23:37) Don Marcotte (25:34) | Forum de Montréal, Montréal, Québec Zuschauer: 16.252 |

| 28. April 1979 | Canadiens de Montréal Jacques Lemaire (37:41) Bob Gainey (38:11) Mario Tremblay (39:05) Guy Lafleur (44:50) Rick Chartraw (55:43) | 5:2 (0:0, 3:2, 2:0) Spielbericht Stand: 2:0 | Boston Bruins Rick Middleton (27:42) Peter McNab (30:54) | Forum de Montréal, Montréal, Québec Zuschauer: 16.952 |

| 1. Mai 1979 | Boston Bruins Stan Jonathan (12:19) Brad Park (56:48) | 2:1 (1:0, 0:0, 1:1) Spielbericht Stand: 1:2 | Canadiens de Montréal Larry Robinson (53:23) | Boston Garden, Boston, Massachusetts Zuschauer: 14.654 |

| 3. Mai 1979 | Boston Bruins Jean Ratelle (15:15) Jean Ratelle (33:21) Peter McNab (56:18) Jean Ratelle (63:46) | 4:3 n. V. (1:1, 1:1, 1:1, 1:0) Spielbericht Stand: 2:2 | Canadiens de Montréal Pierre Mondou (18:59) Guy Lafleur (27:58) Guy Lapointe (57:54) | Boston Garden, Boston, Massachusetts Zuschauer: 14.654 |

| 5. Mai 1979 | Canadiens de Montréal Guy Lafleur (8:35) Guy Lafleur (9:00) Larry Robinson (19:02) Serge Savard (50:03) Mario Tremblay (52:00) | 5:1 (3:0, 0:0, 2:1) Spielbericht Stand: 3:2 | Boston Bruins Wayne Cashman (58:32) | Forum de Montréal, Montréal, Québec Zuschauer: 17.583 |

| 8. Mai 1979 | Boston Bruins Stan Jonathan (10:02) Don Marcotte (12:21) Wayne Cashman (36:30) Stan Jonathan (47:23) Stan Jonathan (55:24) | 5:2 (2:2, 1:0, 2:0) Spielbericht Stand: 3:3 | Canadiens de Montréal Larry Robinson (8:05) Pierre Mondou (12:48) | Boston Garden, Boston, Massachusetts Zuschauer: 14.654 |

| 10. Mai 1979 | Canadiens de Montréal Jacques Lemaire (14:19) Mark Napier (46:12) Guy Lapointe (48:16) Guy Lafleur (58:46) Yvon Lambert (69:33) | 5:4 n. V. (1:1, 0:2, 3:1, 1:0) Spielbericht Stand: 4:3 | Boston Bruins Rick Middleton (10:09) Wayne Cashman (20:27) Wayne Cashman (36:12) Rick Middleton (56:01) | Forum de Montréal, Montréal, Québec Zuschauer: 17.453 |

## Stanley-Cup-Finale

### (2) Canadiens de Montréal – (5) New York Rangers
| 13. Mai 1979 | Canadiens de Montréal Guy Lafleur (27:07) | 1:4 (0:2, 1:2, 0:0) Spielbericht Stand: 0:1 | New York Rangers Steve Vickers (6:28) Ron Greschner (14:27) Phil Esposito (29:30) Dave Maloney (32:32) | Forum de Montréal, Montréal, Québec Zuschauer: 17.005 |

| 15. Mai 1979 | Canadiens de Montréal Yvon Lambert (8:34) Guy Lafleur (12:24) Bob Gainey (16:27) Steve Shutt (26:51) Jacques Lemaire (37:35) Mark Napier (44:38) | 6:2 (3:2, 2:0, 1:0) Spielbericht Stand: 1:1 | New York Rangers Anders Hedberg (1:02) Ron Duguay (6:21) | Forum de Montréal, Montréal, Québec Zuschauer: 17.024 |

| 17. Mai 1979 | New York Rangers Ron Duguay (46:06) | 1:4 (0:2, 0:0, 1:2) Spielbericht Stand: 1:2 | Canadiens de Montréal Steve Shutt (7:27) Doug Risebrough (15:44) Mario Tremblay (54:48) Jacques Lemaire (57:10) | Madison Square Garden, New York City, New York Zuschauer: 17.376 |

| 19. Mai 1979 | New York Rangers Pat Hickey (1:19) Don Murdoch (17:03) Phil Esposito (44:26) | 3:4 n. V. (2:1, 0:1, 1:1, 0:1) Spielbericht Stand: 1:3 | Canadiens de Montréal Réjean Houle (2:39) Yvon Lambert (38:05) Bob Gainey (46:27) Serge Savard (67:25) | Madison Square Garden, New York City, New York Zuschauer: 17.382 |

| 21. Mai 1979 | Canadiens de Montréal Rick Chartraw (10:36) Jacques Lemaire (21:02) Bob Gainey (31:01) Jacques Lemaire (38:49) | 4:1 (1:1, 3:0, 0:0) Spielbericht Stand: 4:1 | New York Rangers Carol Vadnais (16:52) | Forum de Montréal, Montréal, Québec Zuschauer: 18.076 |

### Stanley-Cup-Sieger
| Stanley-Cup-Sieger Canadiens de Montréal | Torhüter: Ken Dryden, Michel Larocque, Richard Sévigny Verteidiger: Rick Chartraw, Brian Engblom, Rod Langway, Guy Lapointe, Gilles Lupien, Larry Robinson, Serge Savard Angreifer: Cam Connor, Yvan Cournoyer (C), Bob Gainey, Réjean Houle, Pat Hughes, Doug Jarvis, Guy Lafleur, Yvon Lambert, Pierre Larouche, Jacques Lemaire, Pierre Mondou, Mark Napier, Doug Risebrough, Steve Shutt, Mario Tremblay Cheftrainer: Scotty Bowman General Manager: Irving Grundman |

## Beste Scorer
Abkürzungen: GP = Spiele, G = Tore, A = Assists, Pts = Punkte, +/− = Plus/Minus, PIM = Strafminuten; Fett: Bestwert
| Spieler         | Team       | GP | G  | A  | Pts | +/− | PIM |
| --------------- | ---------- | -- | -- | -- | --- | --- | --- |
| Jacques Lemaire | Montréal   | 16 | 11 | 12 | 23  | +3  | 6   |
| Guy Lafleur     | Montréal   | 16 | 10 | 13 | 23  | +8  | 0   |
| Phil Esposito   | NY Rangers | 18 | 8  | 12 | 20  | −1  | 20  |
| Don Maloney     | NY Rangers | 18 | 7  | 13 | 20  | +3  | 19  |
| Bob Gainey      | Montréal   | 16 | 6  | 10 | 16  | +4  | 10  |
| Larry Robinson  | Montréal   | 16 | 6  | 9  | 15  | +16 | 8   |
| Jean Ratelle    | Boston     | 11 | 7  | 6  | 13  | +5  | 2   |
| Mike McEwen     | NY Rangers | 18 | 2  | 11 | 13  | −5  | 8   |
| Don Murdoch     | NY Rangers | 18 | 7  | 5  | 12  | +4  | 12  |
| Ron Greschner   | NY Rangers | 18 | 7  | 5  | 12  | +4  | 16  |

Carol Vadnais von den New York Rangers erreichte die beste Plus/Minus-Statistik mit einem Wert von +17.

## Beste Torhüter
Die kombinierte Tabelle zeigt die jeweils drei besten Torhüter in den Kategorien Gegentorschnitt und Fangquote sowie die jeweils Führenden in den Kategorien Shutouts und Siege.
Abkürzungen: GP = Spiele, Min = Eiszeit (in Minuten), W = Siege, L = Niederlagen, GA = Gegentore, SO = Shutouts, Sv% = gehaltene Schüsse (in %), GAA = Gegentorschnitt; Fett: Bestwert; Sortiert nach Gegentorschnitt.
 Erfasst werden nur Torhüter mit 180 absolvierten Spielminuten.
| Spieler       | Team         | GP | Min     | W  | L | GA | SO | Sv%  | GAA  |
| ------------- | ------------ | -- | ------- | -- | - | -- | -- | ---- | ---- |
| Billy Smith   | NY Islanders | 5  | 311:01  | 4  | 1 | 10 | 1  | 93,2 | 1,93 |
| Glenn Resch   | NY Islanders | 5  | 298:56  | 2  | 3 | 11 | 1  | 92,2 | 2,21 |
| John Davidson | NY Rangers   | 18 | 1103:31 | 11 | 7 | 42 | 1  | 92,1 | 2,28 |
| Ken Dryden    | Montréal     | 16 | 985:41  | 12 | 4 | 41 | 0  | 89,9 | 2,50 |